# (2070) Humason
(2070) Humason es un asteroide perteneciente al cinturón de asteroides, descubierto el 14 de octubre de 1964 por el equipo de la Universidad de Indiana desde el Observatorio Goethe Link (Brooklyn (Indiana), Estados Unidos).

## Designación y nombre
Designado provisionalmente como 1964 TQ. Fue nombrado Humason, en honor al astrónomo estadounidense Milton Humason.